# Puigvert de Agramunt
Puigvert de Agramunt (en catalán y oficialmente, Puigverd d'Agramunt) es un municipio español de la provincia de Lérida, en la comunidad autónoma de Cataluña. El término municipal, situado en la comarca de Urgel, cuenta con una población de 240 habitantes (INE 2024).
El municipio se encuentra a 2,6 km de Agramunt.

## Historia
Hacia mediados del siglo XIX, el lugar, ya por entonces con ayuntamiento propio, tenía contabilizada una población de medio centenar de habitantes. Aparece descrito en el decimotercer volumen del Diccionario geográfico-estadístico-histórico de España y sus posesiones de Ultramar de Pascual Madoz con las siguientes palabras:

PUIGVERT DE AGRAMUNT: l. con ayunt. en la prov. de Lérida (10 horas), part. jud. de Balaguer (6), aud. terr. y c. g. de Barcelona (24), dióc. de Seo de Urgel (20). sit. en un pequeño cerro, á la der. del r. Sió, en clima templado, propenso á catarros y tercianas. Consta de 160 casas; escuela de primeras letras concurrida por unos 45 niños, dotada con 1,000 rs. de los fondos municipales y las retribuciones de los alumnos; igl. parr. (San Pedro), de la que depende el anejo de Puellas; el curato es de término, y lo sirve un cura párroco denominado rector de provision del diocesano; hay tambien cementerio sit. á unsa 300 varas hácia el N., y varias balsas y fuentecillas en las orillas del Sió, de las cuales se surten los vec. para beber y demas usos. Confina el térm. por el N. con Puellas; E. Castellnuu de Montsech; S. Tornabous y Guardia, y O. Agramunt, estendiéndose 1 1/2 leg. de N. á S. y 1/2 de E. á O.; dentro de él hay algunas canteras de piedra comun y caliza. El terreno, aunque se riega con las aguas del Sió, es considerado como de secano, pues le falta agua casi siempre: es sin embargo de buena calidad. Los caminos dirigen á Cervera, Tárrega y Agramunt, en regular estado, y se recibe la correspondencia del último punto. prod.: cereales, vino y aceite; hay caza de perdices, liebres y conejos, y escasísima pesca de barbos y anguilas. pobl.: 50 vec., 294 alm. riqueza imp.: 93,954 rs. contr.: el 14'48 por 100 de esta riqueza. El presupuesto municipal asciende á 2,500 rs., que se cubren parte con el producto de propios y el déficit por reparto vecinal.
(Madoz, 1849, p. 296)

## Demografía
Cuenta con una población de 240 habitantes (INE 2024).
| Gráfica de evolución demográfica de Puigverd d'Agramunt entre 1842 y 2021 |
| |
| Población de derecho según los censos de población del INE Población de hecho según los censos de población del INEEn estos censos se denominaba Puigvert de Agramunt: 1842, 1860, 1877, 1887, 1897, 1900, 1910, 1920, 1930, 1940, 1950, 1960, 1970 y 1981 En este censo se denominaba Puigvert: 1857 |

| 252                        | 223 | 253 | 244 |
| (Fuente: [cita requerida]) |     |     |     |